# Třída Balsam
Třída Balsam jsou víceúčelové kutry Pobřežní stráže Spojených států amerických sloužící primárně jako kladače bójí a víceúčelové tendry. Jejich americké označení je 180-foot Seagoing Buoy Tender. Jejich hlavními úkoly bylo kladení bójí a logistická podpora majáků, sekundárně také mise SAR, čištění vodních cest v zaledněném moři a další úkoly.
Celkem bylo postaveno 39 plavidel této třídy. Americké námořnictvo je provozovalo v letech 1942-2006. Mimo jiné je nasadilo ve druhé světové, korejské a vietnamské válce. Zahraničními uživateli třídy jsou Dominikánská republika, Estonsko, Filipíny, Ghana, Kolumbie, Nigérie, Panama, Salvador.

## Pozadí vzniku

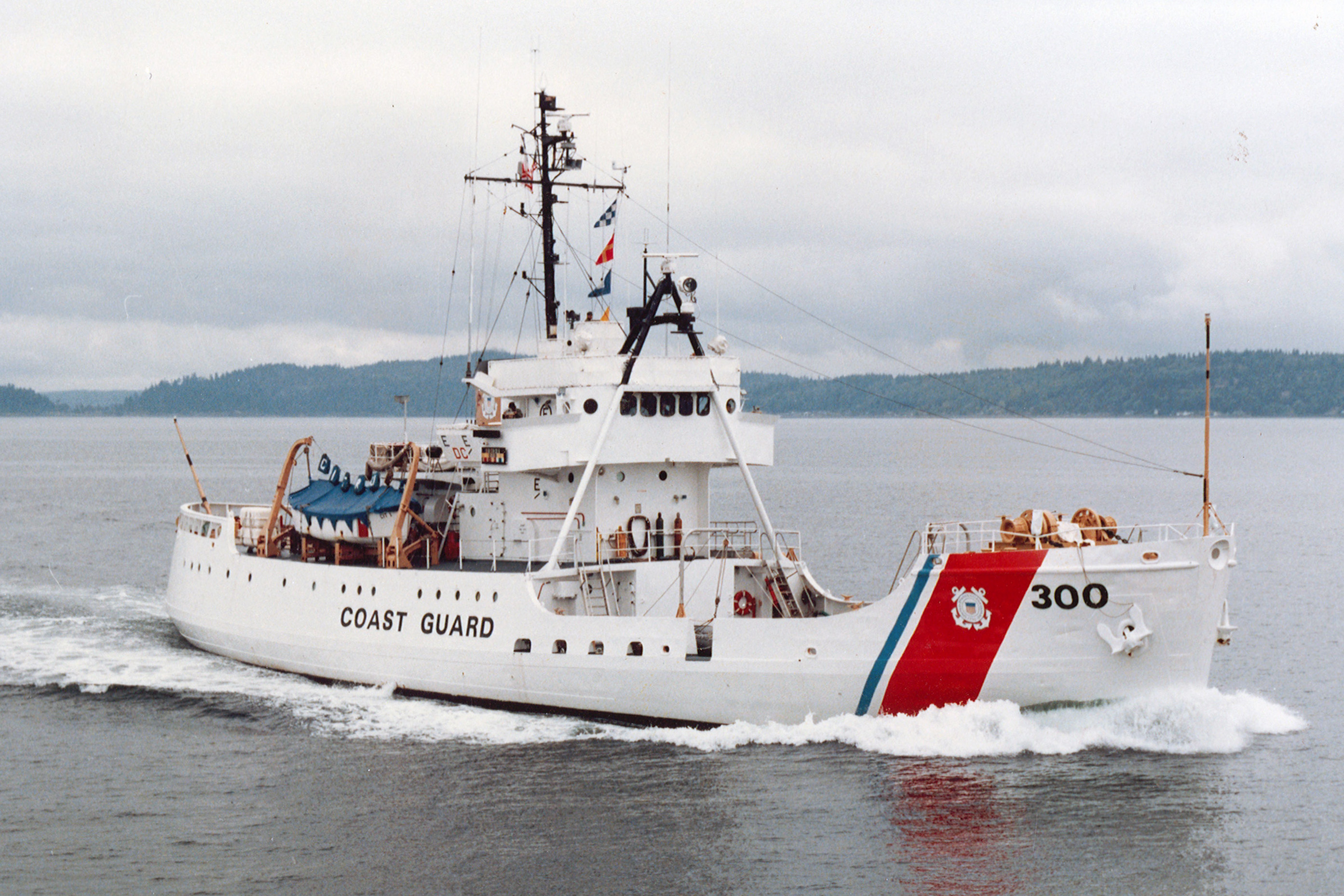
USCGC Citrus (WLB-300)

Třída Balsam byla navržena americkou loděnicí Marine Iron & Shipbuilding Corporation na zakázku americké správy majáků U.S. Lighthouse Service (USLHS), později začleněné do americké pobřežní stráže. Původně měla sloužit k zásobování majáků a kladení bójí, přičemž po začlenění USLHS do pobřežní stráže bylo počítáno i s jejich využitím při tvorbě průjezdů v ledu jako lehkých ledoborců.
Celkem bylo postaveno 39 jednotek této třídy. Na stavbě se podílely dvě hlavní loděnice Marine Iron & Shipbuilding Corporation a Zenith Dredge Company sídlící v Duluth. Pouze jediné plavidlo postavila loděnice Coast Guard Yard v Curtis Bay. Vzhledem k úpravám původní konstrukce jsou rozlišovány tři podtřídy, označované jako A (13 ks), B (6 ks) a C (20 ks), nebo také třída Cactus, třída Mesquite a třída Iris.
Jednotky třídy Balsam:
| Jméno                 | Podtřída | Spuštěna           | Vstup do služby    | Status |
| --------------------- | -------- | ------------------ | ------------------ | --- |
| Balsam (WLB-62)       | A        | 15. dubna 1942     | 14. října 1942     | Vyřazen 1975, prodán civilnímu uživateli.                                                                                       |
| Cactus (WLB-270)      | A        | 25. listopadu 1941 | 1. září 1942       | Vyřazen, prodán civilnímu uživateli.                                                                                            |
| Cowslip (WLB-277)     | A        | 11. dubna 1942     | 17. října 1942     | Vyřazen 2002, dne 26. ledna 2003 zařazen nigerijským námořnictvem jako Ologbo (A502).                                           |
| Woodbine (WLB-289)    | A        | 3. července 1942   | 17. listopadu 1942 | Vyřazen 1972, prodán civilnímu uživateli.                                                                                       |
| Gentian (WLB-290)     | A        | 23. května 1942    | 3. listopadu 1942  | Vyřazen 2006, dne 15. října 2007 zařazen kolumbijským námořnictvem jako San Andrés (P045).                                      |
| Laurel (WLB-291)      | A        | 4. srpna 1942      | 24. listopadu 1942 | Vyřazen 1999, prodán civilnímu uživateli.                                                                                       |
| Clover (WLB-292)      | A        | 25. dubna 1942     | 8. listopadu 1942  | Vyřazen 1990, potopen jako cvičný cíl.                                                                                          |
| Evergreen (WLB-295)   | A        | 3. července 1942   | 30. dubna 1943     | Vyřazen 1990, potopen jako cvičný cíl.                                                                                          |
| Sorrel (WLB-296)      | A        | 28. září 1942      | 15. dubna 1943     | Vyřazen 1996, prodán civilnímu uživateli.                                                                                       |
| Citrus (WLB-300)      | A        | 15. srpna 1942     | 30. května 1943    | Vyřazen 1994, dne 29. září 1995 získán darem námořnictvem Dominikánské republiky jako Almirante Juan Alejandro Acosta (C456).   |
| Conifer (WLB-301)     | A        | 3. listopadu 1942  | 5. května 1943     | Vyřazen 2000, prodán civilnímu uživateli.                                                                                       |
| Madrona (WLB-302)     | A        | 11. listopadu 1942 | 30. května 1943    | Vyřazen, dne 4. prosince 2002 zařazen salvadorským námořnictvem jako General Manuel José Arce (BL01).                           |
| Tupelo (WLB-303)      | A        | 28. listopadu 1942 | 30. srpna 1943     | Vyřazen 1975, prodán civilnímu uživateli.                                                                                       |
| Ironwood (WLB-297)    | B        | 16. března 1943    | 4. srpna 1943      | Vyřazen. |
| Mesquite (WLB-305)    | B        | 14. listopadu 1942 | 27. srpna 1943     | Vyřazen 1989, potopen. |
| Buttonwood (WLB-306)  | B        | 30. listopadu 1942 | 24. září 1943      | Vyřazen, dne 28. června 2001 zařazen dominikánským námořnictvem jako Almirante Didiez Burgos (C457).                            |
| Planetree (WLB-307)   | B        | 20. března 1943    | 4. listopadu 1943  | Vyřazen. |
| Papaw (WLB-308)       | B        | 19. února 1943     | 12. října 1943     | Vyřazen 1999, prodán civilnímu uživateli.                                                                                       |
| Sweetgum (WLB-309)    | B        | 1. dubna 1943      | 20. listopadu 1943 | Vyřazen, dne 15. února 2002 zařazen panamským námořnictvem jako Independencia (401).                                            |
| Basswood (WLB-388)    | C        | 20. května 1943    | 12. ledna 1944     | Vyřazen. |
| Bittersweet (WLB-389) | C        | 11. listopadu 1943 | 11. května 1944    | Vyřazen, dne 5. září 1997 zařazen estonským námořnictvem jako Valvas (109).                                                     |
| Blackhaw (WLB-390)    | C        | 18. června 1943    | 17. února 1944     | Vyřazen. |
| Blackthorn (WLB-391)  | C        | 20. července 1943  | 27. března 1944    | Vyřazen 1980, potopen. |
| Bramble (WLB-392)     | C        | 23. října 1943     | 22. dubna 1944     | Vyřazen 2003, muzejní loď. |
| Firebush (WLB-393)    | C        | 3. února 1944      | 20. července 1944  | Vyřazen, dne 30. června 2003 zařazen nigerijským námořnictvem jako Nwambe (A503).                                               |
| Hornbeam (WLB-394)    | C        | 14. srpna 1943     | 14. dubna 1944     | Vyřazen. |
| Iris (WLB-395)        | C        | 18. května 1944    | 11. srpna 1944     | Vyřazen. |
| Mallow (WLB-396)      | C        | 9. prosince 1943   | 6. června 1944     | Vyřazen. |
| Mariposa (WLB-397)    | C        | 14. ledna 1944     | 1. července 1944   | Vyřazen. |
| Redbud (WLB-398)      | C        | 11. září 1943      | 2. května 1944     | Vyřazen 1970, dne 1. března 1972 zařazen filipínským námořnictvem jako Kalinga (AG 89).                                         |
| Sagebrush (WLB-399)   | C        | 30. září 1943      | 1. dubna 194       | Vyřazen 1988, potopen jako umělý útes.                                                                                          |
| Salvia (WLB-400)      | C        | 15. září 1943      | 19. února 1944     | Vyřazen. |
| Sassafras (WLB-401)   | C        | 5. října 1943      | 23. května 1944    | Vyřazen 2003, zařazen nigerijským námořnictvem jako Obula (A504).                                                               |
| Sedge (WLB-402)       | C        | 27. listopadu 1943 | 5. července 1944   | Vyřazen 2002, dne 21. prosince 2002 zařazen nigerijským námořnictvem jako Kyanwa (A501), vyřazen 2014, potopen jako cvičný cíl. |
| Spar (WLB-403)        | C        | 2. listopadu 1943  | 12. června 1944    | Vyřazen 1997, potopen jako umělý útes.                                                                                          |
| Sundew (WLB-404)      | C        | 8. února 1944      | 24. srpna 1944     | Vyřazen 2004, prodán civilnímu uživateli.                                                                                       |
| Sweetbrier (WLB-405)  | C        | 3. prosince 1943   | 26. července 1944  | Vyřazen, roku 2001 zařazen ghanským námořnictvem jako Bonsu (P31).                                                              |
| Acacia (WLB-406)      | C        | 7. dubna 1944      | 1. září 1944       | Vyřazen 2006, muzejní loď. |
| Woodrush (WLB-407)    | C        | 28. dubna 1944     | 22. září 1944      | Vyřazen 2001, ve stejném roce zařazen ghanským námořnictvem jako Anzone (P30).                                                  |

## Konstrukce

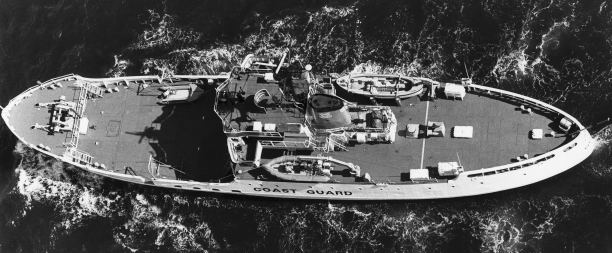
Citrus (WLB-300)

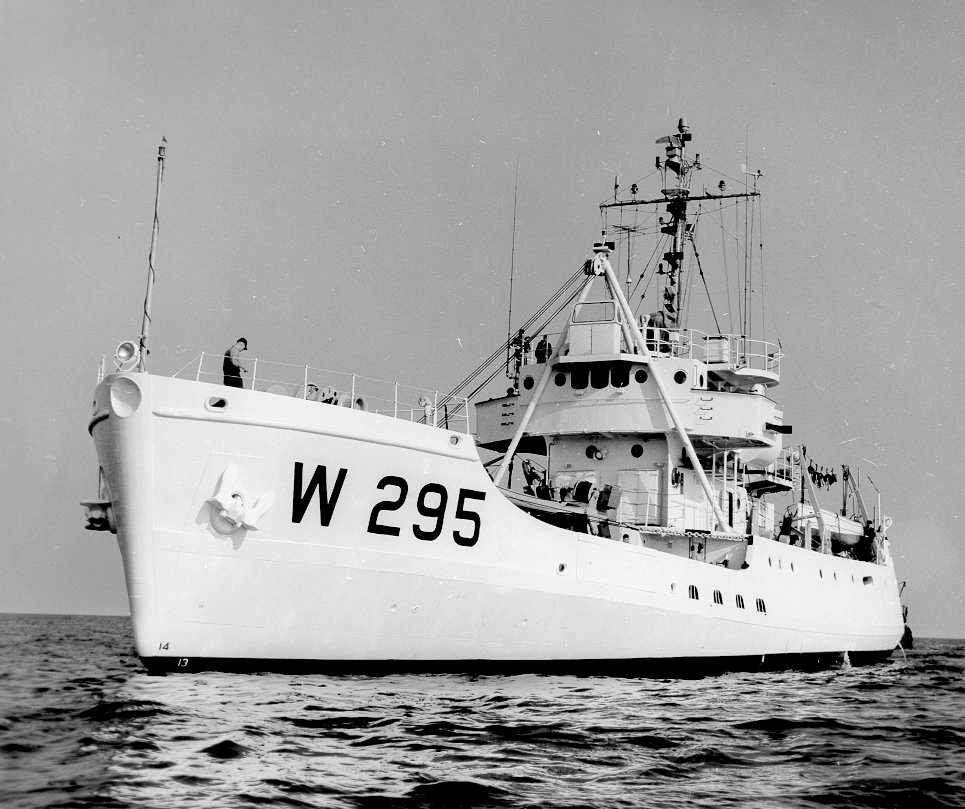
Evergreen (WLB-295)

### Verze A
Pro verzi A byl typický použitý jeřáb. Pohonný systém měl výkon 1000 hp. Lodní šroub byl jeden. Nejvyšší rychlost dosahovala 13 uzlů. Dosah byl 17 000 námořních mil při ekonomické rychlosti 8,3 uzlu.

### Verze B
Verze B měla upravený jeřáb, odlehčenou nástavbu (např. byly přesunuty důstojnické kajuty a pracoviště radisty) a zmenšené palivové nádrže. Dosah klesl na 9000 námořních mil při rychlosti 9 uzlů.

### Verze C
Verze C měla zvětšené palivové nádrže a vylepšený pohonný systém o výkonu 1200 hp. Dosah byl 17 000 námořních mil při plavbě rychlostí 8,3 uzlu.

### Modernizace

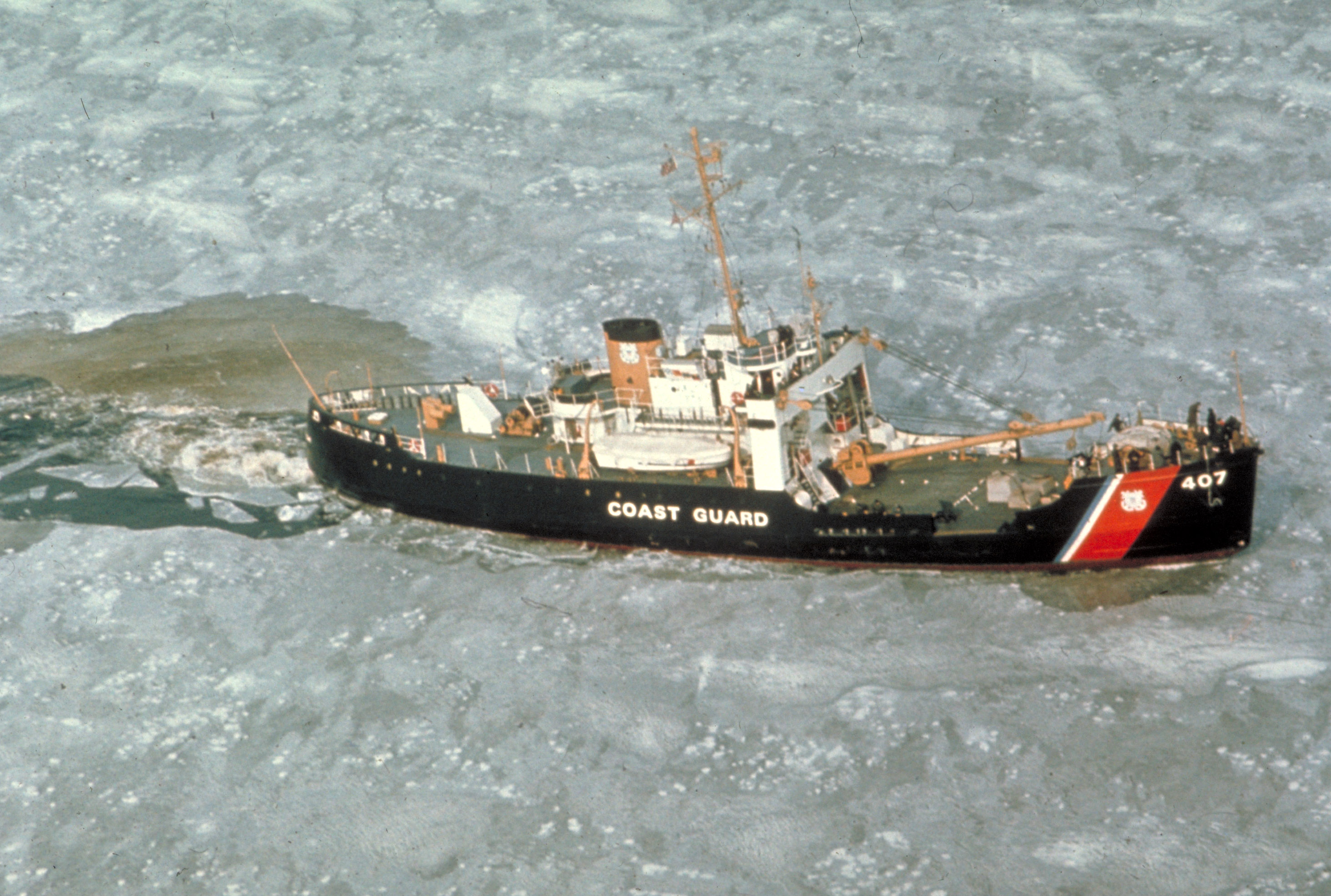
Woodrush (WLB-407) při plavbě ledem

Za druhé světové války byla plavidla vyzbrojena pro eskortní službu. Za tímto účelem byla vybavena radary a sonary pro vyhledávání ponorek. Obvyklou výzbroj tvořil 76mm kanón, až čtyři protiletadlové 20mm kanóny Oerlikon, dále 12,7mm kulomety a spouštěče hlubinných pum na zádi. Některá plavidla dostala torpédové vrhače K-gun, nebo salvové vrhače raketových hlubinných pum Mousetrap.
Některé kutry nesly zesílenou výzbroj i v době korejské války. Obvykle se jednalo o jeden 76mm kanón, dva 20mm kanóny, dva spouštěče hlubinných pum a dva salvové vrhače Mousetrap.
Jednotky Planetree, Mallow, Iris a Basswood prošly v letech 1974–1975 částečnou modernizací (austere renovation). Opraven byl zejména pohonný systém a ubytovací prostory. V letech 1974–1979 navíc prošly kompletní generálkou kutry Sedge, Bramble, Ironwood, Mariposa, Acacia, Sweetbrier, Hornbeam, Spar, Sassafras, Sundew, Firebush a Woodrush.
Celkem devět plavidel prodělalo v 80.–90. letech modernizaci SLEP (Service Life Extension Program). Jednalo se o kutry Sorrel, Gentian, Cowslip, Conifer, Madrona, Laurel, Papaw, Sweetgum a Buttonwood. Především byl modernizován jejich pohonný a elektrický systém. Ubikace byly upraveny pro ubytování ženských členek posádky.

## Operační služba

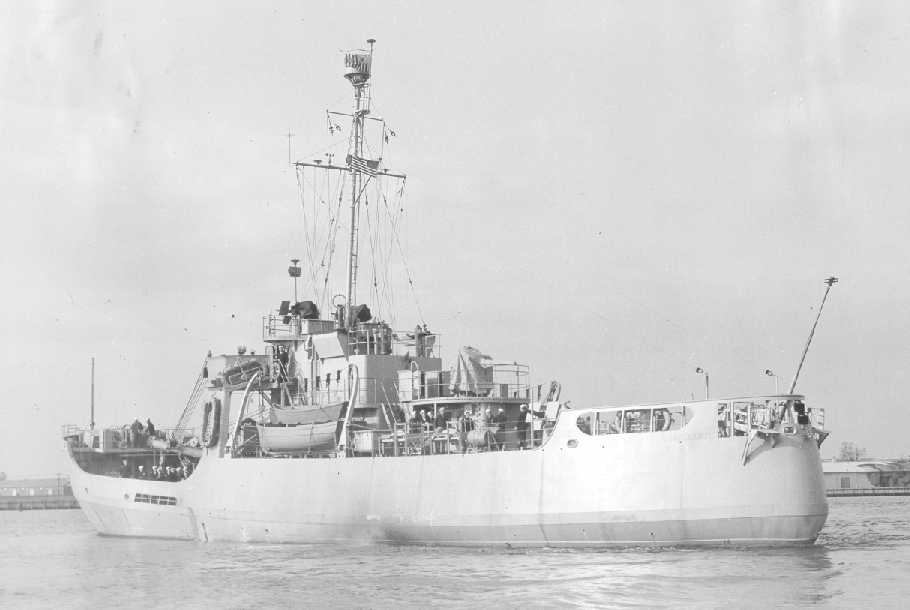
Mesquite (WLB-305) za války. Na zádi je patrný 76mm kanón.

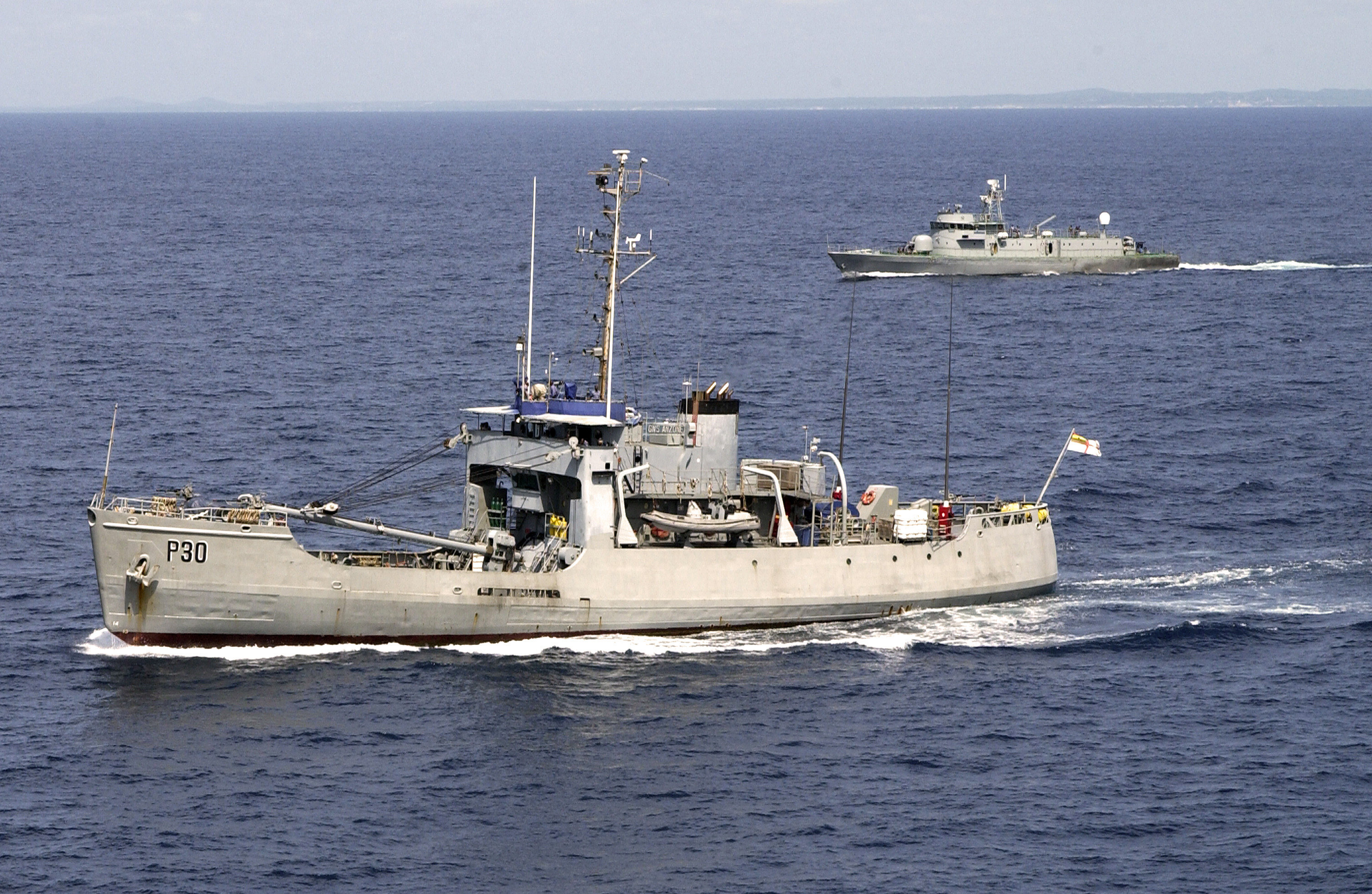
Hlídková loď ghanského námořnictva Anzone (P30)

Tendry byly americkým námořnictvem nasazeny ve druhé světové, korejské a čtyři z nich (Basswood, Blackhaw, Ironwood a Planetree) i ve vietnamské válce. Dále se osvědčily při plnění mnoha dalších rozličných úkolů. Níže je několik příkladů.
Kutr Mariposa roku 1965 vyzvedl část trosek a obětí letounu Douglas DC-7 letu Eastern Air Lines 663, který se zřítil poblíž Long Isandu. Kutr Sweetgum roku 1986 z moře vyzvedl část trosek raketoplánu Challenger.
Kutr Bittersweet se roku 1976 podílel na záchranných pracích po ztroskotání tankeru SS Argo Merchant a roku 1978 vyzvedl náklad marihuany z plavidla Traveller III. Kutr Sundew se podílel na přírodovědném výzkumu amerického Hořejšího jezera a pro Národní úřad pro oceán a atmosféru (NOAA) udržoval bóje pro sledování počasí. Kutr Madrona se v lednu 1982 (jako ledoborec) podílel na záchranných pracích po pádu Boeingu 737 letu Air Florida 90.
Kutr Hornbeam se roku 1956 podílel na záchranných pracích po srážce lodí Andrea Doria a Stockholm. Během kubánské krize roku 1962 se podílel na blokádě Kuby a roku 1968 uvolnil v ledu uvízlou výzkumnou loď Gosnold. Tendr Evergreen sloužil v letech 1963–1982 jako hydrografická výzkumná loď.
Tendr Sassafras roku 1989 poblíže Havaje z moře vyzvedl kusy Boeingu 747 letu United Airlines 811, který sice dokázal přistát, ale kvůli utrženým dveřím a dekompresi zemřelo devět pasažérů.